# Rally de Finlandia de 2015
El Rally de Finlandia de 2015, oficialmente 65. Neste Oil Rally Finland, fue la sexagésima quinta edición y la octava ronda de la temporada 2015 del Campeonato Mundial de Rally. Se celebró del 30 de julio al 2 de agosto y contó con un itinerario de 20 tramos sobre tierra que sumaron un total de 320.00 km cronometrados. Fue también la octava ronda de los campeonatos WRC 2 y WRC 3.
Jari-Matti Latvala se quedó con la victoria con un tiempo de 2:33:03.8 dejando por detrás a Ogier a 13.7s y a Østberg a más de un minuto.

## Itinerario
| Día    | Tramo | Nombre                   | Distancia | Ganador de la etapa               | No. | Equipo                                   | Tiempo  | Líder de la general               |
| ------ | ----- | ------------------------ | --------- | --------------------------------- | --- | ---------------------------------------- | ------- | --------------------------------- |
| 30 Jul | SS1   | Harju 1                  | 2.27 km   | Sébastien Ogier Julien Ingrassia  | 1   | Volkswagen Motorsport                    | 1:48.6  | Sébastien Ogier Julien Ingrassia  |
| 31 Jul | SS2   | Pihlajakoski 1           | 14.51 km  | Jari-Matti Latvala Miikka Anttila | 2   | Volkswagen Motorsport                    | 6:36.4  | Kris Meeke Paul Nagle             |
| 31 Jul | SS3   | Päijälä 1                | 23.56 km  | Sébastien Ogier Julien Ingrassia  | 1   | Volkswagen Motorsport                    | 10:49.4 | Sébastien Ogier Julien Ingrassia  |
| 31 Jul | SS4   | Ouninpohja 1             | 34.39 km  | Sébastien Ogier Julien Ingrassia  | 1   | Volkswagen Motorsport                    | 15:53.9 | Sébastien Ogier Julien Ingrassia  |
| 31 Jul | SS5   | Himos 1                  | 5.62 km   | Sébastien Ogier Julien Ingrassia  | 1   | Volkswagen Motorsport                    | 3:17.7  | Sébastien Ogier Julien Ingrassia  |
| 31 Jul | SS6   | Pihlajakoski 2           | 14.51 km  | Jari-Matti Latvala Miikka Anttila | 2   | Volkswagen Motorsport                    | 6:32.0  | Sébastien Ogier Julien Ingrassia  |
| 31 Jul | SS7   | Päijälä 2                | 23.56 km  | Kris Meeke Paul Nagle             | 3   | Citroën Total Abu Dhabi World Rally Team | 10:36.9 | Sébastien Ogier Julien Ingrassia  |
| 31 Jul | SS8   | Ouninpohja 2             | 34.39 km  | Jari-Matti Latvala Miikka Anttila | 2   | Volkswagen Motorsport                    | 15:36.8 | Jari-Matti Latvala Miikka Anttila |
| 31 Jul | SS9   | Himos 2                  | 5.62 km   | Jari-Matti Latvala Miikka Anttila | 2   | Volkswagen Motorsport                    | 3:13.4  | Jari-Matti Latvala Miikka Anttila |
| 31 Jul | SS10  | Harju 2                  | 2.27 km   | Sébastien Ogier Julien Ingrassia  | 1   | Volkswagen Motorsport                    | 1:43.4  | Jari-Matti Latvala Miikka Anttila |
| 1 Ago  | SS11  | Mökkiperä 1              | 13.84 km  | Jari-Matti Latvala Miikka Anttila | 2   | Volkswagen Motorsport                    | 6:45.3  | Jari-Matti Latvala Miikka Anttila |
| 1 Ago  | SS12  | Jukojärvi 1              | 21.14 km  | Sébastien Ogier Julien Ingrassia  | 1   | Volkswagen Motorsport                    | 9:55.4  | Jari-Matti Latvala Miikka Anttila |
| 1 Ago  | SS13  | Surkee 1                 | 14.95 km  | Sébastien Ogier Julien Ingrassia  | 1   | Volkswagen Motorsport                    | 7:59.7  | Jari-Matti Latvala Miikka Anttila |
| 1 Ago  | SS14  | Horkka 1                 | 15.59 km  | Jari-Matti Latvala Miikka Anttila | 2   | Volkswagen Motorsport                    | 7:16.7  | Jari-Matti Latvala Miikka Anttila |
| 1 Ago  | SS15  | Mökkiperä 2              | 13.84 km  | Sébastien Ogier Julien Ingrassia  | 1   | Volkswagen Motorsport                    | 6:39.3  | Jari-Matti Latvala Miikka Anttila |
| 1 Ago  | SS16  | Jukojärvi 2              | 21.14 km  | Jari-Matti Latvala Miikka Anttila | 2   | Volkswagen Motorsport                    | 10:12.7 | Jari-Matti Latvala Miikka Anttila |
| 1 Ago  | SS17  | Surkee 2                 | 14.95 km  | Jari-Matti Latvala Miikka Anttila | 2   | Volkswagen Motorsport                    | 7:51.5  | Jari-Matti Latvala Miikka Anttila |
| 1 Ago  | SS18  | Horkka 2                 | 15.59 km  | Jari-Matti Latvala Miikka Anttila | 2   | Volkswagen Motorsport                    | 7:16.7  | Jari-Matti Latvala Miikka Anttila |
| 2 Ago  | SS19  | Myhinpää 1               | 14.13 km  | Jari-Matti Latvala Miikka Anttila | 2   | Volkswagen Motorsport                    | 6:26.7  | Jari-Matti Latvala Miikka Anttila |
| 2 Ago  | SS20  | Myhinpää 2 (Power Stage) | 14.13 km  | Sébastien Ogier Julien Ingrassia  | 1   | Volkswagen Motorsport                    | 6:16.1  | Jari-Matti Latvala Miikka Anttila |

### Power Stage
El power stage al igual que en las anteriores carreras fue la última etapa del rally y tuvo un recorrido total de 14.13 km.
| Pos | Piloto             | Coche                 | Tiempo | Dif. | Pts |
| --- | ------------------ | --------------------- | ------ | ---- | --- |
| 1   | Sébastien Ogier    | Volkswagen Polo R WRC | 6:16.1 | 0.0  | 3   |
| 2   | Jari-Matti Latvala | Volkswagen Polo R WRC | 6:16.5 | +0.4 | 2   |
| 3   | Kris Meeke         | Citroën DS3 WRC       | 6:19.0 | +2.9 | 1   |